# ميدلبوري (نيويورك)
ميدلبوري (بالإنجليزية: Middlebury, New York)‏ هي بلدة أمريكية تقع في الولايات المتحدة في مقاطعة وايومينغ، نيويورك. يقدر عدد سكانها بـ 1,508 نسمة ومساحتها 92.5 كم2 وترتفع عن سطح البحر 479 متر.